# Palatul Szántay din Arad
Palatul Szantay este un edificiu situat în zona centrală a Aradului, la doar câțiva pași de artera principală, la colțul străzilor Horia și Episcopiei. A fost ridicat între anii 1905 - 1911.

## Descriere
Volumul principal al grandiosului palat cu două etaje are planul în forma de L, iar spre curte perpendicular pe aceste laturi se desfășoară câte o aripă mai scurtă și mai îngustă. Perspectiva principală a clădirii se deschide dinspre piața centrală, fiind dominată de turnul de colț, format din trei laturi ale hexagonului. De acest turn sunt atașate aripile principale ale clădirii. Turnul este acoperit cu un  coif piramidal de plan hexagonal, pornind din cornișe arcuite și penetrat de goluri, este o lucrare din piatră și tinichigerie, care îmbină armonios diferite ornamente florale și de măști. Parterul este încheiat de un brâu simplu, format de un listel la nivelul balcoanelor de la etaj. Pe toate laturile turnului se afla câte un balcon cu balustradă de fier forjat al cărei motiv principal amintește de lira muzelor, motiv ce se regăsește în întreaga decorație a clădirii.